# إدي س. براون
إدي س. براون (بالإنجليزية: Eddie C. Brown)‏ هو رائد أعمال أمريكي، ولد في 26 نوفمبر 1940 في أبوبكا في الولايات المتحدة.